# Mustafa Fahmi Pasha
Mustafa Fahmi Pasha, född 1841, död 1914, en egyptisk politiker, som innehade posten som regeringschef i Egypten, 12 maj 1891–15 januari 1893 samt 12 november 1895-12 november 1898.